# Совские пруды
Совские пруды (укр. Совські ставки) — группа прудов на реке Совка, расположенные на территории Голосеевского и Соломенского районов. Площадь — 22,9 га (верхние 3,8 га, нижние 19,1 га).

## География
Совские пруды представлены двумя группами нижними и верхними. Верхние пруды расположены в балках Совская и Проня в исторической местности Проневщина (Соломенский район), что западнее проспекта Валерия Лобановского. Нижние пруды расположены в балке южнее исторической местности Монтажник, что между проспектом Валерия Лобановского и улицей Кировоградская на территории Голосеевского района.
Группа верхних прудов представлена 6 водоемами (площадь 3,8 га), нижних — 11 (площадь 19,1 га). Верхние расположены цепочкой с севера на юг и разделены узкими перешейками, нижние вместе имеют овальную форму.
В летний период пруды являются местом отдыха горожан: и верхние, и нижние пруды используются для рыболовства. В зимний период пруды замерзают полностью. В советский период нижние пруды использовались для разведения рыбы. Пруды нуждаются в очистке.

## Природа
У берегов в воде и на суше присутствует влаголюбивая растительность. Нижние пруды сильно зарастают камышами. Растительный мир прилегающих урочищ насчитывает несколько сотен видов растений, где некоторым деревьям свыше 100 лет.
Здесь встречаются водоплавающие птицы. Верхние пруды являются местом гнездования 30 видов птиц.
Нижние Совские пруды являются экологически ценными. Существует научное обоснование создания на месте нижнего каскада Совских прудов ландшафтного заказника местного значения. Экологи и местные жители добиваются создания на месте нижнего каскада Совских прудов общедоступного водного парка дикой природы.